# 3416 Dorrit
3416 Dorrit este un asteroid din centura principală, descoperit pe 8 noiembrie 1931 de Karl Reinmuth.